# Ꝺ̴
Cette page contient des caractères spéciaux ou non latins. S’ils s’affichent mal (▯, ?, etc.), consultez la page d’aide Unicode.
Le d insulaire tilde inscrit ou d insulaire tilde médian, ꝺ̴, est un symbole phonétique utilisé par W. H. T. Gairdner (en) dans son adaptation de l’alphabet phonétique international. Il est composé d’un d insulaire ‹ ꝺ › diacrité d’un tilde médian.

## Utilisation

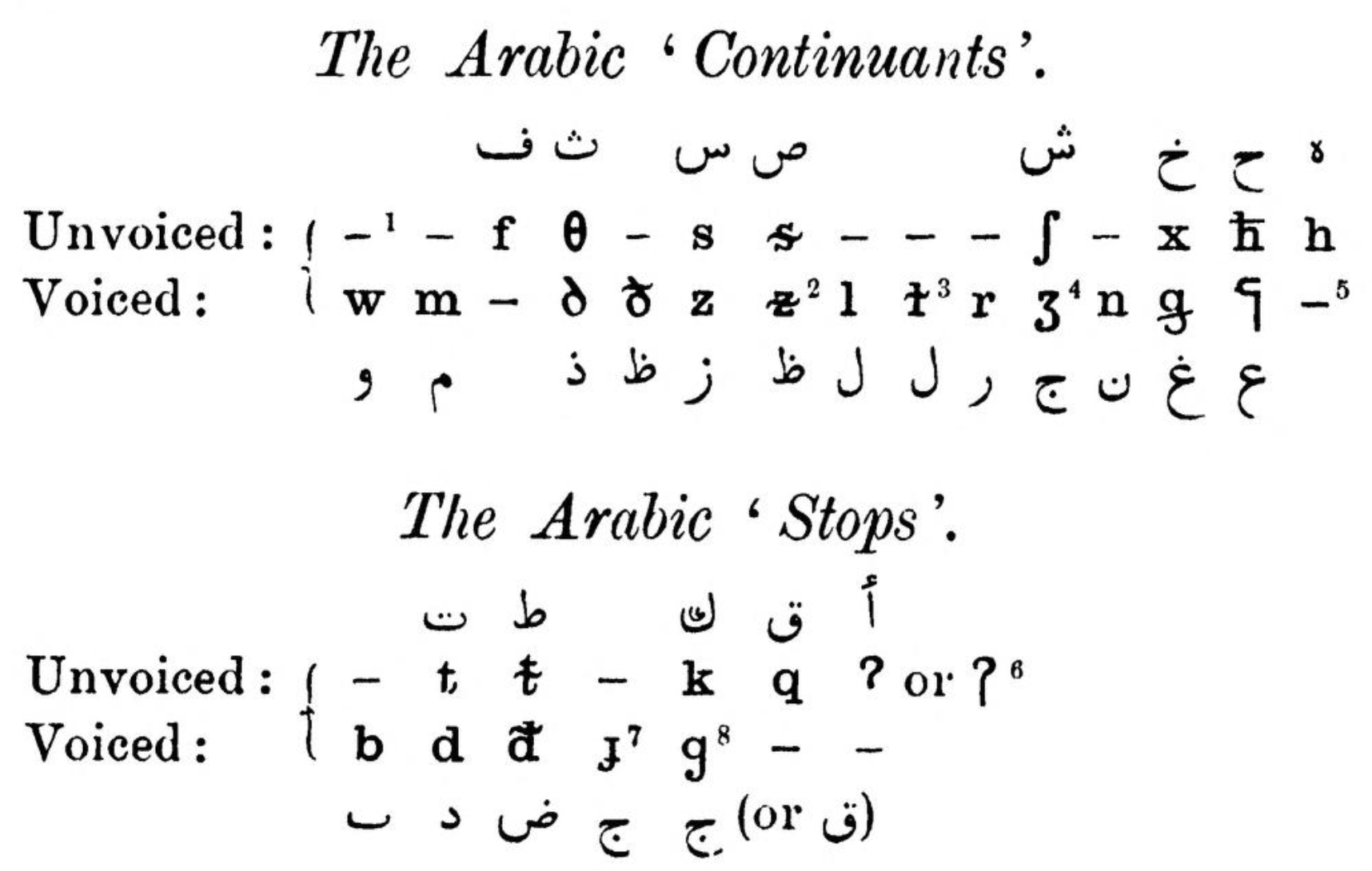
Tableau des consonnes arabes dans Gairdner 1925.

En 1925 dans The Phonetics of Arabic, W. H. T. Gairdner (en) utilise le d insulaire tilde inscrit ‹ ꝺ̴ ›, avec le tilde inscrit dans l’ascendante, pour représenter une consonne fricative dentale voisée vélarisée ou pharyngalisée, aujourd’hui représentée par /ðˠ/ ou /ðˤ/, ou encore parfois avec eth tilde inscrit /ð̴/, dans l’alphabet phonétique standard.
Archibald Norman Tucker utilise aussi le d insulaire tilde médian pour représenter une consonne fricative dentale voisée emphatique (vélarisée ou pharyngalisée) dans la transcription de mots d’origine étrangère en swahili dans un article publié en 1946 et 1947,.

## Représentations informatiques
Le d tilde médian peut être représentée avec les caractères Unicode (latin étendu – D, diacritiques) suivants :
| formes    | représentations | chaînes de caractères | points de code | descriptions                                                 | notes |
| --------- | --------------- | --------------------- | -------------- | ------------------------------------------------------------ | ----- |
| minuscule | ꝺ̴               | Ꝺ◌̴                    | U+A779 U+0334  | lettre minuscule latine d insulaire diacritique tilde médian |       |